# Stazione Gondwana
La stazione Gondwana (in tedesco Gondwana-Station) è una base antartica estiva tedesca che prende il nome dal continente Gondwana, un supercontinente generatosi durante il Fanerozoico e scomparso nel Neoproterozoico.

## Ubicazione
Localizzata ad una latitudine di 74°38' sud e ad una longitudine di 164°13' ovest, la base si trova nella baia Terra Nova, Terra della regina Victoria (Dipendenza di Ross).
Inaugurata nel 1983 la stazione è gestita dall'Istituto Federale di Geoscienze e Risorse Naturali - Bundesanstalt für Geowissenschaften und Rohstoffe (BGR) che la utilizza per studi sui monti Transantartici.

## Attività
La struttura ha come scopo principale lo studio delle tracce del supercontinente Gondwana supportando il programma German Antarctic North Victoria Land Expedition GANOVEX attraverso un container-laboratorio da 20 piedi utilizzato ogni estate da un massimo di 33 scienziati che alloggiano in vicine tende. Durante la spedizione GANOVEX IX 2005/06 sono stati rinvenuti numerosi fossili di piante ed insetti.